# Ozdín
Ozdín (ungarisch Ozdin) ist eine Gemeinde in der südlichen Mittelslowakei mit 274 Einwohnern (Stand 31. Dezember 2024) und gehört zum Okres Poltár, einem Kreis des Banskobystrický kraj.

## Geographie
Die Gemeinde befindet sich im Westteil des Slowakischen Erzgebirges, in einem von drei Seiten von Bergen umschlossenen Talkessel. Östlich am Ort vorbei fließt der Ipeľ in seinem Oberlauf, der hier den Bach Ozdínsky potok aufnimmt. Das Ortszentrum liegt auf einer Höhe von 286 m n.m. und ist 12 Kilometer von Poltár sowie 25 Kilometer von Lučenec entfernt.
Zur Gemeinde gehört seit 1973 der südöstlich gelegene Ort Bystrička (ungarisch Ipolybeszterce – bis 1907 Bisztricska).
Nachbargemeinden sind Málinec im Norden, Hradište im Osten, Rovňany im Südosten, Mládzovo im Süden und Cinobaňa im Südwesten und Westen.

## Geschichte

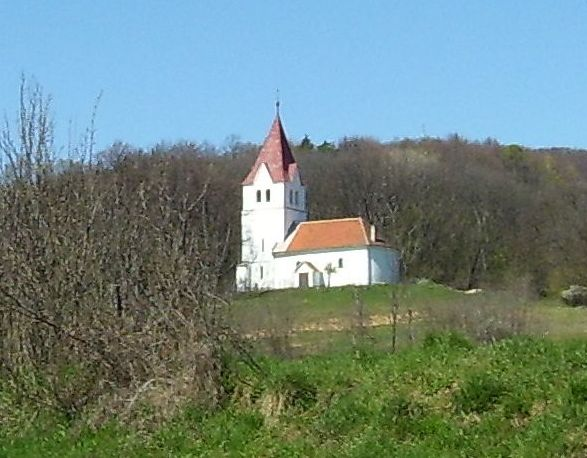
Evangelische Kirche

In der Spätbronzezeit befand sich eine Siedlung oberhalb des heutigen Ortes sowie eine Burgstätte der Kyjatice-Kultur. Unweit davon entstand im Mittelalter die Burg Ozdín, die zum ersten Mal 1275 erwähnt wurde. Von der Bauform her war sie eine Motte und gehörte der Familie Turics. 1454 wurde die Burg als Castrum Osdyn, der unterhalb liegende Ort als Uzdín erwähnt. Die Burganlage sollte nach Corvinus’ Verordnung von 1464 abgerissen werden, das genaue Schicksal ist jedoch ungewiss. Heute erinnert nur noch der Name des Hügels Hrad an die ehemalige Burg.
Gutsherren in der Neuzeit waren Ferenc Bebek, Kastellan der Burg Fileck (1548–1554), János Balassa (1554), Miklós Orly (1598) sowie die Geschlechter Koháry (1688) und Szentiványi (1770). 1828 zählte man im Ort 51 Häuser und 461 Einwohner.
Bis 1918 gehörte der im Komitat Neograd liegende Ort zum Königreich Ungarn und kam danach zur Tschechoslowakei beziehungsweise heute Slowakei.

## Bevölkerung
| Jahr                | 1994 | 2004    | 2014     | 2024     |
| ------------------- | ---- | ------- | -------- | -------- |
| Anzahl der Personen | 359  | 370     | 330      | 274      |
| Unterschied         |      | +3,06 % | −10,81 % | −16,96 % |

| Jahr                | 2023 | 2024    |
| ------------------- | ---- | ------- |
| Anzahl der Personen | 278  | 274     |
| Unterschied         |      | −1,43 % |

Nach der Volkszählung 2011 wohnten in Ozdín 373 Einwohner, davon 328 Slowaken, drei Magyaren und jeweils ein Roma und Tscheche. 40 Einwohner machten diesbezüglich keine Angabe. 164 Einwohner bekannten sich zur römisch-katholischen Kirche, 115 Einwohner zur evangelischen Kirche A. B., fünf Einwohner zur evangelisch-methodistischen Kirche und jeweils ein Einwohner zu den Siebenten-Tags-Adventisten und zur tschechoslowakisch-hussitischen Kirche. 45 Einwohner waren konfessionslos und bei 42 Einwohnern wurde die Konfession nicht ermittelt.

## Bauwerke
- evangelische Kirche im klassizistischen Stil aus dem Jahr 1813, erbaut an der Stelle einer gotischen Kirche aus dem 15. Jahrhundert
- Holzglockenturm aus dem Jahr 1784